# The Phone House
A Phone House Portugal era o retalhista especializado em telecomunicações, adquirida em 2015 pela Digital Place. Para além destas lojas, a Phone House operava igualmente o retalho de 2 insígnias de referência no mercado, 6 lojas Samsung e 1 loja Huawei, marcando assim uma forte presença em todo o território continental e ilhas.
Chegou ao mercado português em 1999, com a marca inglesa Carphone Warehouse (Phone House) com o objetivo oferecer a melhor oferta de soluções em telecomunicações e multimédia, abrangendo todas as marcas e operadores.
Focadas no mercado de smartphones e em serviços de operadores, com  soluções integradas para clientes pessoais, residenciais e empresariais. As lojas Phone House prestavam serviços no pós-venda e apoio ao cliente, tendo sempre como objetivo encontrar as melhores soluções adaptadas a cada consumidor e focadas para oferecer uma experiência em loja de total satisfação aos clientes e às suas expectativas.
Em outubro de 2020, a Phone House foi declarada insolvente, depois de a empresa ter falhado a aprovação de um Processo Especial de Revitalização (PER) pelos credores. Em causa está uma dívida de 11,6 milhões de euros, a maior parte a bancos. Ao BCP deve 3,9 milhões de euros, seguindo-se o Santander (1,74 milhões), a Caixa Geral de Depósitos (924,7 mil) e o BPI (167,6 mil). Do lado dos fornecedores, a marca deve também 1,2 milhões de euros à Samsung.